# Клинтон (город, Миннесота)
Кли́нтон (англ. Clinton) — город в округе Биг-Стон, штат Миннесота, США. На площади 2,7 км² (2,5 км² — суша, 0,2 км² — вода), согласно переписи 2002 года, проживают 453 человека. Плотность населения составляет 181,8 чел./км².
- Телефонный код города — 320
- Почтовый индекс — 56225
- FIPS-код города — 27-11980[1]
- GNIS-идентификатор — 0641338[2]